# Pojištění majetku
Pojištění majetku je souhrnné označení pro několik odvětví neživotního pojištění. Všechna jsou upravena v Hlavě III zákona o pojistné smlouvě „Soukromé pojištění věci a jiného majetku“. Při těchto pojištěních poskytuje pojišťovna pojistnou ochranu majetku v případě, že dojde k jeho zničení, poškození nebo odcizení.

## Historie
Ke vzniku pojištění majetku přispěl velký požár Londýna, který v roce 1666 zničil více než 13 000 domů. Ohromné ničivé následky požáru však napomohly k rozvoji tohoto druhu pojišťovnictví. Z výhody se stala nutnost, a tak Sir Christopher Wren zahrnul místo pro kancelář pojišťovny do svého nového plánu pro obnovení Londýna v roce 1667. Proběhlo nespočet pokusů o pojištění proti požárům, ale až v roce 1681 se to povedlo ekonomovi Nicholasovi Barbonovi. On a jeho jedenáct pracovníků založili první pojišťovnu proti požárům „The Insurence Office for Houses“. V té době bylo možno pojistit pouze cihlové nebo domy se dřevěným skeletem. Na začátku bylo pojištěno kolem 5 000 domů. 
V důsledku úspěchu této první společnosti bylo v následujících dekádách založeno mnoho podobných podniků. Každá společnost původně zaměstnávala svůj vlastní hasičský sbor, aby zabránila a minimalizovala škody způsobené požárem na majetku jimi pojištěném. Také zaváděli značky požárního pojištění, které se umisťovaly nad hlavní vchodové dveře nemovitosti, aby se urychlila identifikace v případě požáru.
Jednou z takových významných společností byla společnost „Hand in Hand Fire & Life Insurance Society“, která byla založena v roce 1696 v kavárně Tom's Coffee House v St Martin's Lane v Londýně.
První pojišťovna zaměřená na majetek byla založena v roce 1710 a stále se používá. Její původní název byl „Sun Fire Office“, dnes je známá pod „RSA Insurance Group“.
V době koloniální Ameriky pomáhal Benjamin Franklin popularizovat a standardizovat praxi pojišťovnictví, přesněji majetkové pojištění pomocí formy trvalého pojištění, aby upozornil na ztráty způsobené požáry. V roce 1752 založil „Philadelphia Contributionship for the Insurance of Houses from Loss by Fire“. Franklinova společnost odmítala, podobně jako Barbonova pojišťovna, pojistit dřevěné domy kvůli zvýšenému riziku požáru.
Ani České území nezůstávalo pozadu, na konci 16. století se ekonom Jan Kryštof Bořek pokusil o zrealizování požárního pojištění budov, kdy by byl zřízen fond, do kterého by přispívali všichni vlastníci i nájemníci. Plán se nakonec nezrealizoval. Další organizace založena v Brandýse nad Labem měla krátkého trvání, kdy pojišťovna pojišťovala nejenom proti požáru, ale pojištění se týkalo i nábytku, potravin a například dobytku. Až devatenácté století bylo pro pojišťovny na našem území příznivější.

## Druhy pojištění
Mezi pojištění majetku se řadí:
- poškození nebo zničení věci živelní událostí,
- škody způsobené krádeží vloupáním nebo loupežným přepadením,
- pojištění technických rizik (pojištění strojů, elektroniky a stavebně-montážních prací),
- havarijní pojištění,
- pojištění zásilek,
- zemědělské pojištění

a některá další.

### Poškození nebo zničení věcí živelní událostí
Živelní pohromou se rozumí událost vzniklá díky přírodním silám. Nejčastěji se jedná o povodně a vichřice, případně jejich větší formy, ale ani zemětřesení či sesuvy půdy nejsou výjimkou.
V takovém případě se nejdříve zabezpečí majetek, aby nedošlo ke zhoršení stavu či újmě na zdraví a neprodleně se událost nahlásí pojišťovně.

### Zemědělské pojištění
Zemědělská výroba je rizikovou činností a více než jiné činnosti závislá na rozmarech počasí. Pojistný program zemědělského pojištění kryje škody na zemědělských prostorech a hospodářských zvířatech, ale i na movitém a nemovitém majetku. Zemědělské pojištění chrání před ztrátou nebo poškozením plodin a hospodářských zvířat. Pojištění, jako takové, má velký potenciál, jelikož poskytuje finanční jistotu nízkorozpočtovým zemědělcům a jejich komunitám. Zároveň podporuje zemědělce k větším investicím a chrání je před různými nehodami, které by mohly uškodit jejich živobytí nebo ztrátou příjmů v důsledku poklesu cen zemědělských komodit. 

#### Speciální plodiny
Zemědělec nebo pěstitel může chtít pěstovat plodinu spojenou s určitou vlastností, která má potenciální nárok na prémii za podobné komoditní plodiny, zemědělské produkty nebo jejich deriváty. Konkrétní vlastnost může být spojena s genetickým složením plodiny, s určitými postupy pěstování pěstitele nebo s obojím. Mnoho standardních pojištění plodin však nerozlišuje mezi komoditami plodin a plodinami spojenými s konkrétními atributy. Zemědělci proto potřebují pojištění plodin, aby pokryli riziko pěstování plodin spojené se specifickými vlastnostmi.

#### Proces pojištění zvířat
Zvíře bude pojištěno pro svou současnou tržní cenu. Tržní cena zvířete, které má být pojištěno, bude posouzena společně příjemce a pojišťovna nejlépe za přítomnosti veterinárního lékaře. 
Pojištěné zvíře bude muset být řádně a jedinečně identifikováno v době uplatnění pojištění. Značení uší by proto mělo být pokud možno úplným důkazem. V době přijetí podmínek by se mohla použít tradiční metoda značkování uší nebo nejnovější technologie fixace mikročipů. Náklady na opravu identifikační značky ponesou pojišťovací společnosti a odpovědnost za její údržbu nese dotyčný příjemce. O povaze a kvalitě značkovacích materiálů se vzájemně dohodnou příjemci a pojišťovna. Veterinární lékaři mohou příjemce informovat o potřebě a významu značek stanovených pro vyřízení jejich žádosti, aby se řádně starali o údržbu štítků. Štítek, který je již na zvířeti k dispozici, lze použít s jedinečným identifikačním číslem za podmínky, že se na něm zemědělec a agentura vzájemně dohodnou, a při vyřizování nároků z důvodu využití stávajícího štítku nedochází ke sporu. 
Při zpracování pojistného návrhu se v okamžiku zpracování pojistné dokumentace zhotoví jedna fotografie zvířete s majitelem a jedna fotografie zvířete s viditelným EAR TAG. V případě prodeje zvířete nebo jiného převodu zvířete z jednoho majitele na druhého musí být před uplynutím platnosti pojistné smlouvy převedena pravomoc příjemce na zbývající dobu platnosti pojistky na nového majitele. 

### Pojištění zásilek
Pojištění zásilek je služba, která může odškodnit odesílatele, jejichž zásilky jsou při přepravě ztraceny, odcizeny nebo poškozeny. Někteří dopravci poskytují v rámci přepravních podmínek omezené ručení. Přezkum přesných přepravních podmínek odhalí, zda je nabídnuto omezené ručení, nebo zda si zákazník musí zvolit a zaplatit tuto službu samostatně buď prostřednictvím dopravce za dodatečné náklady, nebo prostřednictvím třetí strany tedy pojistitele. 
Námořní pojištění zahrnuje ztrátu nebo poškození lodí, nákladu, terminálů a veškerou dopravu, kterou je majetek převáděn, získáván nebo držen mezi místy původu a konečným místem určení. Pojištění nákladu je subdodavatelem námořního pojištění, ačkoli námořní pojištění zahrnuje také majetek vystavený na pevnině a na moři ( kontejnerové terminály , přístavy, ropné plošiny , potrubí) námořní nehoda a námořní odpovědnost. Při přepravě zboží poštou nebo kurýrem se místo toho používá přepravní pojištění. 

### Pojištění technických rizik
Pojištění technických rizik (dále jen PTR) zahrnuje například pojištění strojů a elektroniky, nicméně do této kategorie spadá i stavební a montážní pojištění. PTR je vhodné pro všechny subjekty pracující s technikou bez ohledu na jejich velikost, kde fungování určitého zařízení je klíčové a jeho případné selhání znamená pro daný subjekt ztrátu, ať už majetkovou nebo finanční. S ohledem na to, která společnost pojistku poskytuje, lze pojistit jak chybu personálu obsluhujícího techniku, tak poruchu zařízení, popřípadě lze sjednat i pojištění strojního či elektronického přerušení provozu (kam však nespadá například požární přerušení provozu).
Co se pojistného plnění týče, to bývá vždy limitováno cenou zařízení, která je aktuální v době vzniku škody. Sjednání pojistky je pochopitelně možné pouze u zařízení, která jsou v dané době v provozuschopném stavu.
Mezi techniku, na kterou se tento typ pojištění typicky vztahuje, spadá například:
- Kancelářská a výpočetní technika
- Komunikační elektronika
- Zdravotnická elektronika
- Provozní elektronika například v autoservisech[13]

### Pojištění domácnosti
Tento typ pojistky standardně kryje škody vzniklé na vybavení bytů, rodinných domů, garáží, ale i věcí uložených ve společných nebytových prostorách jako jsou sklepy, přičemž pojištění se vztahuje i na věci osobní potřeby (oblečení, elektronika, sportovní vybavení…). Pojištění kryje i takové věci, které jsou součástí bytu či domu, jako například tapety, vestavěné spotřebiče nebo podlahy.
Subjekt může uzavřít pojištění vybavení domácnosti i ve chvíli kdy není vlastníkem dané nemovitosti, tím pádem se vyplatí takové pojištění uzavřít i lidem, kteří nemají dostatek finančních prostředků na vlastní bydlení a žijí „v pronájmu“. Pojištění lze uzavřít i na družstevní byt.
K případnému poškození či odcizení pojištěných věcí nemusí dojít v prostorách dané nemovitosti (pokud tak má subjekt pojištěné například kolo uložené standardně v nebytových prostorách, které jsou také součástí pojistky, pojistné plnění se uskuteční i při krádeží kola před obchodem atp.).
Pojištění domácnosti v základu obvykle kryje škody způsobené přírodními živly (požár, povodeň, pád stromu, mrazy…), výbuchem nebo vloupáním.

## Obecné zásady
Při pojištění majetku lze podle pojistit
- věc – v souladu s § 119 občanského zákoníku se myslí věci movité a nemovité,[18]
- soubor věcí – věci, které lze užívat samostatně, ale společně slouží ke stejnému účelu – např. zařízení domácnosti,[19]
- jiný majetek – práva a podobné majetkové hodnoty, se kterými lze disponovat – např. patenty nebo know-how.[18]

### Cena majetku
Při pojištění majetku lze v pojistné smlouvě dohodnout, z jaké ceny se bude vycházet při poskytování pojistného plnění. Závisí to i na pojistných podmínkách přiložených ke smlouvě. Není-li to v pojistné smlouvě nebo smluvních podmínkách dohodnuto, pak se podle § 37 zákona o pojistné smlouvě pojišťuje na obvyklou cenu, kterou má majetek v době, ke které se určuje jeho hodnota.

#### Podpojištění
Pokud je pojištěn soubor věcí, vztahuje se pojištění na všechny věci, které byly jeho součástí při pojistné události. Není tedy třeba pojišťovně hlásit nákup nových věcí, avšak hranice pojistného plnění uvedená v pojistné smlouvě se tím nemění. Při výraznějším zvýšení aktuální ceny pojištěného souboru věcí je proto třeba, aby pojištěný toto oznámil pojišťovně, která s ním změní pojistnou smlouvu. Jinak by došlo k tzv. podpojištění a v případě pojistné události by poškozený dostal nižší pojistné plnění, než jaká byla výše škody.